# چیکانیا
چیکانیا (به ایتالیایی: Cicagna) یک کومونه در ایتالیا است که در استان جنوا واقع شده‌است.

## خصوصیات
چیکانیا ۱۱٫۵ کیلومترمربع مساحت و ۲٬۵۵۸ نفر جمعیت دارد و ۸۸ متر بالاتر از سطح دریا واقع شده‌است.